# Нечаевский (Краснодарский край)
Нечаевский — хутор в Абинском районе Краснодарского края России. Входит в состав Ольгинского сельского поселения.

## География
Географическое положение
Хутор находится в южной части Приазово-Кубанской равнины, в южно-предгорной зоне и расположен на левом берегу Кубани в 5 км на северо-запад от административного центра поселения хутора Ольгинский.
Уличная сеть
- пер. Весёлый,
- ул. Красная,
- ул. Матвеева,
- ул. Светлая,
- ул. Южная[4].

Климат
умеренно континентальный, без резких колебаний суточных и месячных температур. Продолжительность периода с температурой выше 0° С достигает 9-10 месяцев, из них половина — 4-5 месяцев — лето. Среднегодовая температура около +11°, постепенно нарастая от 15° в мае до 30° в августе. Годовая сумма осадков достигает 800 мм.

## История
Согласно Закону Краснодарского края от 5 мая 2004 года N № 700-КЗ хутор вошёл в образованное муниципальное образование Ольгинское сельское поселение.

## Население
| 2002 | 2010 |
| ---- | ---- |
| 68   | ↘43  |